# 南定护理大学
南定护理大学是位於越南紅河三角洲宁平省的一所公立醫學類大学，由越南衛生部主管。其前身是南定医学高等专科学校:771，2004年2月，学校升格为本科层次的南定护理大学，学校也是越南第一所开设护理学专业的高等院校。